# 임파스토

《정물화: 분홍 장미가 있는 꽃병》(1890년)은 임파스토 기법을 광범위하게 사용한 반 고흐의 유화 작품이다.

임파스토(impasto)는 회화에서 사용되는 기법으로, 물감을 표면의 특정 부분에 두텁게 바르는 방식이다. 보통 붓이나 팔레트 나이프의 자국이 보일 정도로 두껍게 칠한다. 물감을 캔버스 위에서 직접 혼합할 수도 있다. 건조되면 질감을 만들어내며, 물감이 캔버스에서 튀어나오는 듯한 효과를 준다.

## 어원
'임파스토'라는 단어는 이탈리아어에서 유래했으며, "반죽" 또는 "혼합물"이라는 뜻이다. "반죽하다" 또는 "붙이다"라는 뜻의 동사 '임파스타레'(impastare)와 관련이 있다. 이탈리아어에서 '임파스토'는 회화 기법과 도예 기법 모두를 지칭한다. '임파스토'의 어근인 '파스타'(pasta)는 "반죽"을 의미한다.

## 재료
유화 물감은 점도가 높고 건조 시간이 길어 임파스토 기법의 전통적인 재료로 사용되어 왔다. 아크릴 물감도 헤비 바디 아크릴 젤을 첨가하면 임파스토 기법에 사용할 수 있다. 수채화 물감이나 템페라는 본래 묽기 때문에 증점제를 첨가하지 않고는 일반적으로 임파스토 기법에 사용되지 않는다. 파스텔을 다루는 화가는 부드러운 파스텔을 종이에 세게 눌러 제한적인 임파스토 효과를 낼 수 있다.

## 목적
임파스토 기법은 여러 가지 목적으로 사용된다. 첫째, 빛이 특정한 방식으로 반사되게 하여 화가가 그림에서 빛의 움직임을 추가로 제어할 수 있게 한다. 둘째, 감상자가 화가가 물감을 바른 힘과 속도를 느낄 수 있어 그림에 표현성을 더할 수 있다. 셋째, 임파스토는 평면 회화를 입체적인 조각적 표현으로 발전시킬 수 있다. 렘브란트, 티치아노, 페르메이르와 같은 거장들은 처음에는 의복의 주름이나 보석을 표현하기 위해 첫 번째 목적을 추구했으며, 더 섬세한 회화 기법과 병치되었다. 훨씬 후에 프랑스 인상주의자들은 풍부한 임파스토 질감으로 전체 캔버스를 뒤덮은 작품들을 만들었다. 빈센트 반 고흐는 미적 효과와 표현을 위해 이 기법을 자주 사용했다. 한스 호프만과 빌럼 데 쿠닝 같은 추상표현주의 작가들도 회화 행위 자체를 극적으로 기록하려는 의도로 이 기법을 광범위하게 사용했다. 더 최근에는 프랭크 아우어바흐가 매우 두꺼운 임파스토를 사용하여 거의 3차원에 가까운 그림을 만들어냈다.
임파스토는 그림에 질감을 부여하므로 더 평평하고 매끄럽거나 혼합된 회화 기법과 대비될 수 있다.

## 작가
많은 예술가들이 임파스토 기법을 사용해왔다. 주목할 만한 작가로는 렘브란트 반 라인, 디에고 벨라스케스, 빈센트 반 고흐, 잭슨 폴록, 빌럼 데 쿠닝 등이 있다.

임파스토 기법을 사용한 회화 작품의 예시
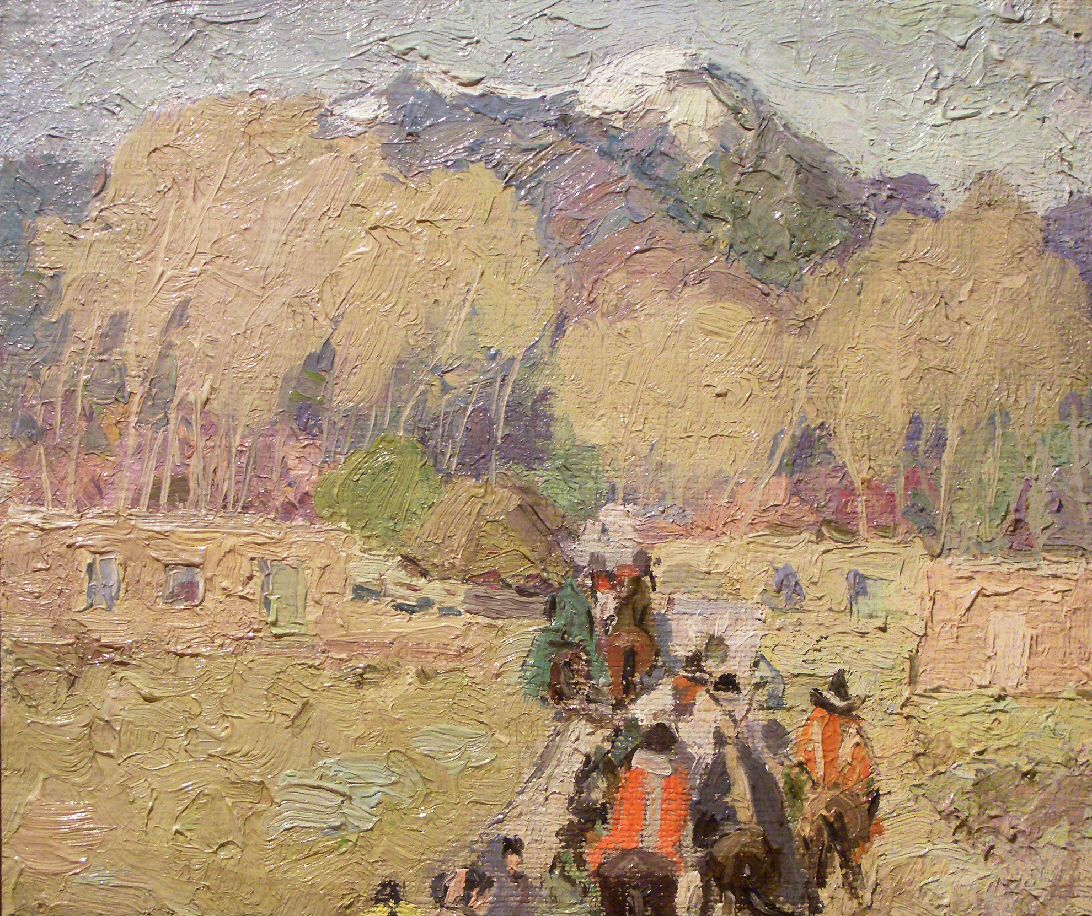
코델리아 윌슨의 《타오스 산, 집으로 가는 길》(1920년). 대담한 임파스토 기법으로만 그려진 풍경화이다.
반 고흐의 《별이 빛나는 밤》(1889년). 임파스토 기법과 선의 구조는 감상자에게 하늘이 움직이는 듯한 느낌을 준다.[3]
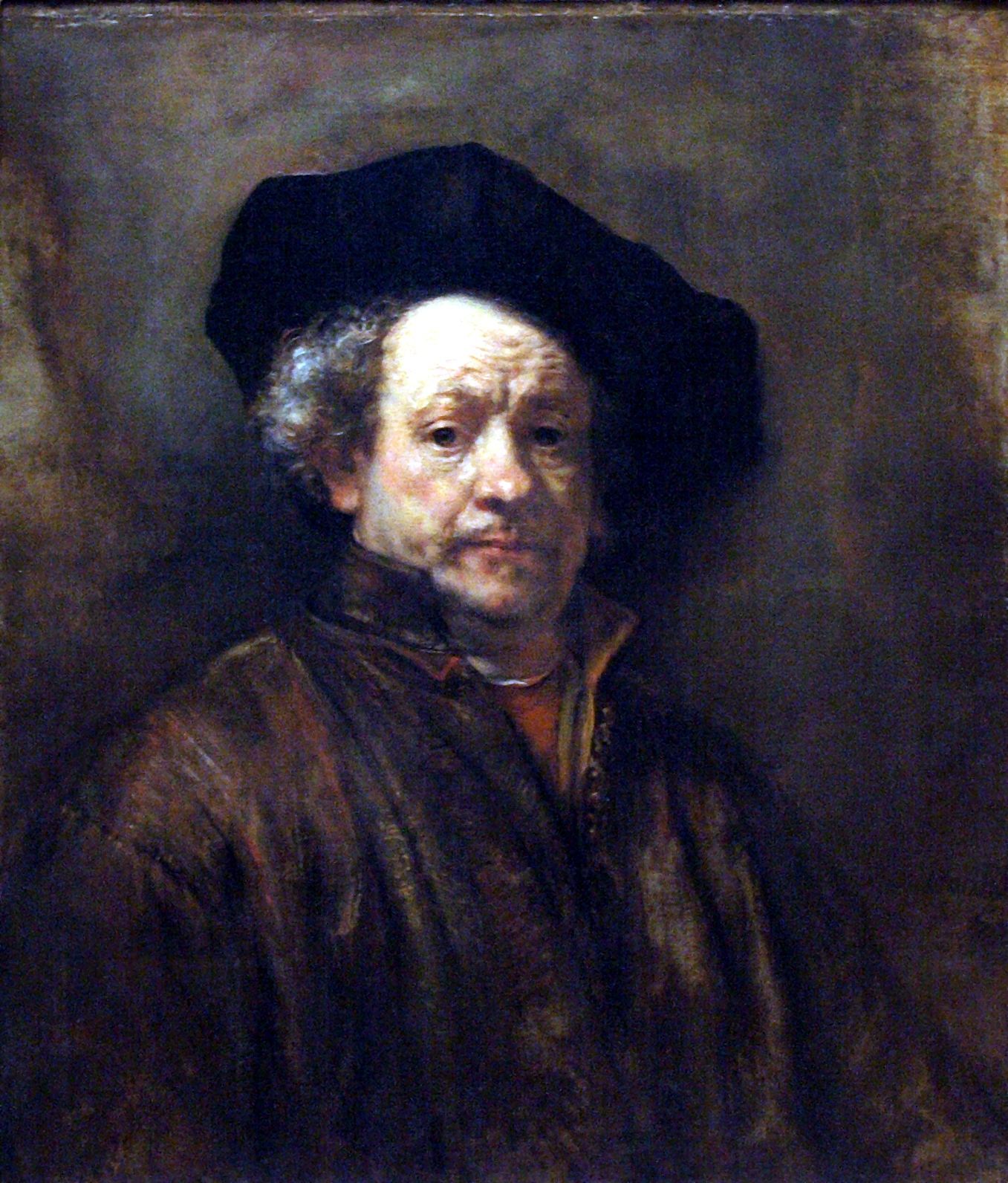
렘브란트의 《자화상》(1660년). 그의 임파스토 사용은 분명 티치아노에게서 영감을 받았으며, 임파스토의 추가는 화가의 작품에서 새로운 환영 기법을 보여주었다.